# Testamento di Abramo
Il Testamento di Abramo è un apocrifo dell'Antico Testamento pervenutoci in greco, slavo ecclesiastico, romeno, etiopico, copto e arabo. Fu probabilmente redatto verso la fine del I secolo d.C. in ambiente giudaico.
Nonostante la dicitura tradizionale si tratta propriamente di una apocalisse, da non confondere però col testo Apocalisse di Abramo.
Descrive un viaggio di Abramo in cielo guidato da Michele.